# Ennemaborgh (waterschap)
Ennemaborgh is een voormalig waterschap in de Nederlandse provincie Groningen.
Het schap lag ten zuiden van Midwolda. De noordgrens lag bij de Rijslaan, de oostgrens bij de Niesoordlaan en het verlengde daarvan tot de Midwolder Raai. De zuidgrens lag bij de Midwolder Raai en de westgrens lag een à twee percelen ten oosten van de Turflaan. De molen stond aan de noordgrens, ten westen van de T-splitsing Rijslaan-Hoethlaan en sloeg uit op de Hoeksewijk, een waterloop die uitkwam op het Koediep. 
Waterstaatkundig gezien ligt het gebied sinds 2000 binnen dat van het waterschap Hunze en Aa's.

## Naam
De polder is genoemd naar de noordwestelijk gelegen Ennemaborg. De eigenaar van dit landhuis was namelijk eigenaar van gronden binnen de polder.